# Chiesa di Sant'Antonio Abate (Cinzano)
La chiesa di Sant'Antonio Abate è la parrocchiale di Cinzano, in città metropolitana e arcidiocesi di Torino; fa parte del distretto pastorale Torino Nord.

## Storia
Nel X secolo l'imperatore Ottone I infeudò gli arcivescovi di Torino del borgo di Cinzano; tale disposizione venne confermata nel 1159 dall'imperatore Federico I.
In una cartina risalente al Quattrocento si nota come la chiesa cinzanese era contigua al ricetto; nel 1584 essa non godeva ancora della dignità di parrocchiale.
Nel XVIII secolo l'edificio fu sottoposto, su disegno dell'ingegnere Antonio Cannavasso, a un intervento di rifacimento che gli conferì un nuovo aspetto barocco; nella relazione della visita del 1753 del soprintendente Sicco si legge che la chiesa non era ancora stata eretta a parrocchiale.
Nel 1828 venne costruito un passaggio diretto dalla dimora del marchese Vittorio Maria Della Chiesa, in modo tale che il signorotto potesse raggiungere facilmente le funzioni, e per lui all'interno del luogo di culto venne anche realizzata una tribuna.
Verso il termine del XIX secolo fu edificata, grazie all'interessamento di don Giovan Battista Girardi, la sacrestia.
Tra il 1970 e il 1980 vennero condotti dall'allora parroco don Francesco Ferrara alcuni lavori di risistemazione e di rimaneggiamento: furono demoliti il pulpito e la balaustra, si costruì un nuovo altare laterale e attorno ai pilastri vennero posizionate delle lastre in marmo rosso.
Nel 2003 la facciata fu interessata da un intervento di ristrutturazione, mentre nel 2006 vennero restaurati il campanile e il tetto della chiesa.

## Descrizione

### Facciata
La facciata della chiesa, che volge a ponente, è suddivisa da una cornice marcapiano in due registri, entrambi scanditi da lesene terminanti con capitelli d'ordine ionico abbelliti da ghirlande; quello inferiore presenta il portale d'ingresso sormontato dall'iscrizione "D.O.M./DIVO ANTONIO ABATI COMPATRONO DICATI/ FANI HVIVIS PROSPECTUM/ TEMPORUM INIURIA PENE LABENTEM/ PUBLICO SUMPTU/ CINTIANI COMMUNITAS ELEGANTER INSTAURAT/ ANNO SALUTIS MDCCXCII" e da un bassorilievo avente come soggetto Sant'Antonio Abate, mentre quello superiore è caratterizzato dal mosaico ritraente l'Assunzione di Maria e coronato dal timpano triangolare sovrastato da una croce di ferro e da quattro pinnacoli. Ai lati si sviluppano due ali di minore altezza sulle quali s'aprono i portali secondari e due finestre a foggia di conchiglia.

### Interno
L'interno dell'edificio è composto da un'unica navata voltata a crociera sulla quale s'affacciano le quattro cappelle laterali coperte da volte a botte; al termine dell'aula si sviluppa il presbiterio, affiancato da due nicchie ospitanti un confessionale e l'organo e chiuso dall'abside, nella quale trova posto la tela che rappresenta l'Assunzione della Vergine.